# IC 1685
IC 1685 ist eine Spiralgalaxie vom Hubble-Typ S im Sternbild Fische auf der Ekliptik. Sie ist schätzungsweise 206 Millionen Lichtjahre von der Milchstraße entfernt und hat einen Durchmesser von etwa 30.000 Lichtjahren.  

Im selben Himmelsareal befinden sich u. a. die Galaxien NGC 494, NGC 504, IC 1687, IC 1688.
Das Objekt wurde am 1. Dezember 1899 von Stéphane Javelle entdeckt.